# Hekataios von Abdera
Hekataios von Abdera war ein antiker griechischer Geschichtsschreiber, Geograph und Philosoph. Er wirkte um 300 v. Chr.

## Leben
Exakte Lebensdaten sind nicht bekannt. Hekataios von Abdera war Zeitgenosse Alexanders des Großen (356–323 v. Chr.) und lebte noch während der Regierung Ptolemaios’ I. Soter von Ägypten (305–283 v. Chr.). Bereits in der Antike wurde Hekataios von Abdera mit dem gleichnamigen Forscher aus Milet verwechselt. Unstimmigkeiten gab es im Altertum ebenfalls über die Geburtsstadt des Hekataios: Neben Abdera wird auch Teos angegeben. Unter Ptolemaios I. lebte Hekataios in Ägypten, davon 15 Jahre in Alexandria; später zog er als Beamter des ägyptischen Königs nach Sparta. Weitere Stationen aus seinem Leben sind nicht mehr bekannt.
Nach der antiken Überlieferung soll Hekataios ein Schüler des Skeptikers Pyrrhon von Elis (um 360–270 v. Chr.) gewesen sein.

## Werke
Als Autor war Hekataios vielseitig. Sein Hauptwerk war die Geschichte Ägyptens, eine Schrift mit wertvollen kulturhistorischen Informationen. Da Hekataios selbst in Ägypten lebte, wird er viele Dinge aus eigener Anschauung beschrieben haben, aber auch zahlreiche ältere Überlieferungen kompiliert haben. Vermutlich handelte es sich um eine Schrift mit politischer Tendenz, da Hekataios diese auf Veranlassung des Königs Ptolemaios I. verfasste. Dabei vertrat er ein hellenistisches Konzept, Hekataios idealisierte das Nilland und behauptete, alle Kultur habe ihren Ursprung in Ägypten. Das Werk diente etwa Diodor als Quelle für die Geschichte Ägyptens.
Eine weitere Schrift behandelte die griechischen Dichter Homer und Hesiod. In seinem Buch über die Hyperboreer beschrieb Hekataios ein geheimnisvolles mythisches und fiktives Volk im hohen Norden Europas. Unklar ist, ob er die ihm zugeschriebene Schrift Über die Juden wirklich verfasst hat; in der modernen Forschung wird meistens nicht davon ausgegangen.
Alle Werke des Hekataios sind nur noch in Fragmenten erhalten (Die Fragmente der griechischen Historiker, Nr. 264).
Hekataios von Abdera sah in einer recht konstruierten Argumentationskette durch die Erinnerung der Juden an das Erlebnis der Xenelasie (Moses) deren Misanthropie und abschottenden Sitten begründet. Dennoch sieht die neuere Forschung in ihm keinen philosemitischen oder gar antisemitischen Autor mehr.